# Festival international du film de Tromsø
Le Festival international du film de Tromsø (Tromsø Internasjonale Filmfestival ou TIFF), est un festival de cinéma qui se déroule chaque année à Tromsø, en Norvège. 

## Catégories de récompense
- Prix du public (Audience Award)
- Prix Aurore (Aurora Award)
- Prix FIPRESCI
- Prix Don Quichotte
- Den Norske Fredsfilmprisen
- Palme de Tromsø (court-métrage ou documentaire)

## Palmarès
Prix du public
- 1995 : Spider and Rose, de Bill Bennett (Australie)
- 1996 : Akumulátor 1, de Jan Svěrák (République tchèque)
- 1997 : Palookaville, d'Alan Taylor (États-Unis)
- 1998 : Gadjo Dilo, de Tony Gatlif (France)
- 1999 : When the Light Comes, de Stijn Coninx (Allemagne / Belgique / Pays-Bas / Norvège)
- 2000 : Une liaison pornographique, de Frédéric Fonteyne (Belgique / France / Suisse / Luxembourg)
- 2001 : Julie en juillet, de Fatih Akın (Allemagne)
- 2002 : La Princesse et le Guerrier, de Tom Tykwer (Allemagne)
- 2003 : The Sea, de Baltasar Kormákur (Islande)
- 2004 : Le Retour, d'Andreï Zviaguintsev (Russie)
- 2005 : Så som i himmelen, de Kay Pollak (Suède)
- 2006 : Voces inocentes, de Luis Mandoki (Mexique)
- 2007 : USA vs. Al-Arian, de Line Halvorsen (Norvège)
- 2008 : L'Orchestra di Piazza Vittorio, d'Agostino Ferrente (Italie)
- 2009 : Shooting the Sun (Jernanger), de Pål Jackman (Norvège)
- 2010 : Pour un instant, la liberté, d'Arash T. Riahi (Autriche / France / Turquie)
- 2011 : Black Swan, de Darren Aronofsky (États-Unis)
- 2012 : Play, de Ruben Östlund, (Suède)
- 2013 : No, de Pablo Larraín, (Chili)
- 2014 : Des chevaux et des hommes, de Benedikt Erlingsson (Allemagne / Islande)

### Prix Aurore
- 2010 Die Tür de Anno Saul, (Allemagne)
- 2011 Poetry de Lee Chang-dong (Corée du sud)
- 2012 Elena de Andreï Zviaguintsev, (Russie)
- 2013 Lore de Cate Shortland, (Australie, Allemagne)
- 2014 The tale of Iya de Tetsuichiro Tsuta, (Japon)
- 2016 : Les Cowboys •  France  Belgique

### Prix FIPRESCI
- 2010 Les Collections de Mithat Bey de Pelin Esmer, (Turquie)
- 2011 Comment j'ai passé cet été de Alekseï Popogrebski (Russie)
- 2012 Elena de Andreï Zviaguintsev, (Russie)
- 2013 Camille redouble de Noémie Lvovsky, (France)
- 2014 Ida de Paweł Pawlikowski, (Danemark/Pologne)

### Prix Don Quichotte
- 2010 Whisper in the wind de Shahram Alidi, (Irak)
- 2011 Incendies de Denis Villeneuve (Canada)
- 2012 Halt auf freier strecke de Andreas Dresen.
- 2013 Dans la maison de François Ozon, (France)
- 2014 Jag stannar tiden de Gunilla Bresky, (Suède)

### Den Norske Fredsfilmprisen
- 2010 The other bank de Giorgi Ovashvili, (Géorgie/Kazakhstan)
- 2011 Les Mains en l'air de Romain Goupil (France)
- 2012 Play de Ruben Östlund, (Suède)
- 2013 Wadjda (Den grønne sykkelen) de Haifaa al-Mansour, (Allemagne/Arabie du Sud)
- 2014 Omar de Hany Abu-Assad, (Palestine)

### Palme de Tromsø
- 2010 Å puste ut musikk de Trond Eliassen, Norvège
- 2011 How to pick berries de Elina Talvensaari (Finlande)
- 2012 Flimmer de Line Klungseth Johansen
- 2013 There Will Be Some Who Will Not Fear Even That Void de Saeed Taji Farouky, (Norvège/Royaume-Uni)
- 2014 Amasone de Marianne Ulrichsen